# Vadim Sjisjimarin
Vadim Sjisjimarin, född 17 oktober 2000 i Ust-Ilimsk, Irkutsk oblast, är en rysk soldat och dömd krigsförbrytare. Han är den första personen som dömts för krigsbrott i samband med Rysslands invasion av Ukraina 2022.
Den 28 februari 2022 beordrades Sjisjimarin att skjuta ihjäl en 62-årig civilperson i Sumy oblast i nordöstra Ukraina. Dagen därpå greps han av myndigheterna och bekände sitt brott. Den 23 maj dömdes han till livstids fängelse för brott mot krigets lagar.